# Оршанський Ілля Григорович
Ілля Григорович Оршанський (1846, м. Катеринослав — 1875, там само) — російський історик єврейського походження, юрист. Відстоював ідею емансипації євреїв Російської імперії. Рідний брат російського психіатра Ісаака Григоровича Оршанського.

## Життєпис
Ілля Оршанський народився 1846 року у Катеринославі в заможній єврейській родині. Родина сповідувала ліберальні ідеї. Молодший брат Іллі Моїсей, відомий під псевдонимом М. Галеві, став публіцистом. Початкову освіту отримав у хедері, де опанував талмудичну і давньоєврейську літературу, а середню — у катеринославській гімназії. У 1864 році він поступив на 1-й курс юридичного факультету Харківського університету, але у 1865 році перевівся на другий курс юридичного факультету Імператорського Новоросійського університету. Під час навчання дописував в одеські часописи «Одеський вісник», «Новоросійський телеграф» та «Гамеліц». Вже під час навчання на другому курсі його обрали членом одеського відділу «Общества для распространения просвещения между евреями». Найбільший вплив на становлення історико-юридичних поглядів мав професор кафедри історії руського права Федір Леонтович. Після завершення навчання в Імператорському Новоросійському університеті, спільно з Михайлом Маргулісом, активно спіробітничав з одеською газетою «День» та київськими журналами «Судебный вестник» і «Журнал гражданского права».
Він відстоював ідею емансипації євреїв Російської імперії, що супроводжувалася б внутрішніми реформами всередині єврейства. Статті І. Оршанського мали широкий резонанс серед євреїв імперії та ліберальної російської інтелігенції. Наприкінці 1871 року переїхав до Санкт-Петербургу, а згодом — за кордон.
Помер 5 вересня 1875 року у Катеринославі від важкої форми хвороби легенів.

## Науковий доробок
Належав до представників історико-юридичного напрямку в історіографії історії євреїв. Подібно до свого вчителя Федора Леонтовича, він був переважно істориком законодавства Росії щодо євреїв. В той же час історія виконувала для нього допоміжну роль як аргумент у суспільно-політичній дискусії. В історії він намагався знайти коріння так званого «єврейського питання».
Заслугою І. Оршанського є систематизація великого комплексу законодавчих актів XVII — початку XIX століття щодо євреїв. Відповідальність за виникнення «єврейського питання» він покладав на державу та її закони. Він вважав, що тільки економічними причинами не можна пояснювати обмеження прав євреїв, бо «історія показує нам, що не тільки у віддалені часи, але й у найближчий до нас період, першою за часом виникнення і головною за впливом причиною була релігійна нетерпимість». Окрім ідейно-релігійних, І. Оршанський визнавав важливість й економічних мотивів. На його думку, конкуренція ранньомодерної європейської буржуазії спочатку затиснула євреїв у вузькі торговельні та лихварські межі.
Під впливом мотиву конкуренції, закони набули неприхильного до євреїв вигляду. Ідею про одвічну роль євреїв як експлуататорів селянства він вважав міфічною. Фактично вперше в історіографії включив історико-правові аспекти історії євреїв в Російській імперії у широкий європейський контекст. Праці І. Орашанського мали значний вплив на історичні погляди найвидатнішого єврейського історика С. Дубнова, одеських авторів Михайла Моргуліса та Самуїла Пена.
Численні роботи Оршанського зібрані в таких збірках: 
- «Дослідження з російського права» (тут вміщено велику біографію Оршанського; СПб, 1892);
- «Дослідження з російського права звичайного та шлюбного» (СПб, 1879);
- «Дослідження з російського права сімейного та спадкового» (СПб, 1877);
- «Російське законодавство про євреїв» (СПб, 1877).